# Jordi-Vicenç Peñarroja Villanueva
Jordi-Vicenç Peñarroja Villanueva   (Barcelona, 17 de gener de 1944 - Barcelona, 21 d'abril de 2024), conegut simplement com a Jordi Peñarroja, va ser un escriptor barceloní amb experiència professional en diversos àmbits del món de la comunicació des de 1964. Va ser soci del Cercle Català d'Història i de l'Associació d'Escriptors en Llengua Catalana, i va col·laborar amb el Memorial 1714. Va morir el 21 d'abril del 2024.

## Obra

### Divulgació històrica
- 1700, Viure en temps de guerra. 1. Blat i pa. Calonge: QU editor, 2021.
- Indis i negres catalans. De Santes Creus a Santo Domingo.  Barcelona: Llibres de l'Índex, 2014. ISBN 9788494233425.
- Barcelona 1713, capital d'un Estat.  Barcelona: Llibres de l'índex, 2013. ISBN 9788494133848.
- Pessebre vivent independentista d'Arenys de Munt.  Barcelona: Llibres de l'Índex, 2012. ISBN 9788494071201.
- Ictineus.  Barcelona: Llibres de l'Índex, 2010. ISBN 9788496563872.
- Barcelona: sentir l'Onze de Setembre. Vol. 1.  Barcelona: Llibres de l'Índex, 2007. ISBN 9788496563551.
- Edificis viatgers de Barcelona.  Barcelona: Llibres de l'Índex, 2007. ISBN 9788496563261.
- Aventures, invents i navegacions d'en Narcís Monturiol.  Barcelona: Blume, 1980. ISBN 9788496563872.

### Narrativa
- “Villarroel 231: cas obert”, narració de gènere negre inclosa al recull  Clio assassina.  Barcelona: Llibres de l'Index, 2013. ISBN 9788494071232.
- “Aquella pell tan bruna”, narració de gènere negre inclosa al recull  Un riu de crims.  Barcelona: March editor, 2010. ISBN 9788496638860.
- El jardí de les tortugues.  Barcelona: Llibres de l'Índex, 2008. ISBN 9788496563674.
- El President a París.  Barcelona: Llibres de l'Índex, 2007. ISBN 9788496563476.
- La Pàtria Sepulcral, novel·la de seny i disseny.  Barcelona: El clavell, 1997. ISBN 8492099984.

### Altres
- Disseny i edició de cinc exposicions per al Memorial 1714, entre 1997 i el 2008.
- Guardonat amb el “Premi de la Crítica Serra d'Or 1981” com a il·lustrador de Canela, Mercè. La fantasia inacabable d'Antoni Gaudí.  Barcelona: Blume, 1980. ISBN 9788470312397.[4]
- L'Onze de Setembre de 1976 és un dels càmeres que filmen el documental Una altra albada, sobre la concentració a Sant Boi de Llobregat.
- Autor de l'article “Fotografia” a la Gran Enciclopèdia Catalana (1974) i de tres capítols de Museus singulars de Catalunya (Diàfora, 1979).
- S'inicia publicant nombroses col·laboracions gràfiques i/o literàries en diversos mitjans i per algunes editorials.